# Episparis malagas
Episparis malagas är en fjärilsart som beskrevs av Pierre E.L. Viette 1966. Episparis malagas ingår i släktet Episparis och familjen nattflyn. Inga underarter finns listade i Catalogue of Life.